# Четиридесет и шести пехотен добрички полк
Четиридесет и шести пехотен добрички полк е български пехотен полк, формиран през 1912 година и взел участие в Балканската, Междусъюзническата, Първата и Втората световна война.

## Формиране
Четиридесет и шести пехотен добрички полк е формиран на 18 септември 1912 година във Велико Търново под името Четиридесет и шести пехотен полк от състава на 18-и пехотен етърски и 20-и пехотен добруджански полк.

## Балкански войни (1912 – 1913)
След приключване на Междусъюзническа война (1913), на 10 август 1913 година полкът е разформирован.

## Първа световна война (1915 – 1918)
Формиран е отново на 10 септември 1915 в Ямбол за участие в Първата световна война (1915 – 1918) от състава на 29-и пехотен ямболски и 32-ри пехотен загорски полк. Включен е в състава на 3-та бригада от 3-та пехотна балканска дивизия.
При намесата на България във войната полкът разполага със следния числен състав, добитък, обоз и въоръжение:
| Числен състав                                       | Добитък              | Обоз                                      | Въоръжение                           |
| --------------------------------------------------- | -------------------- | ----------------------------------------- | ------------------------------------ |
| Офицери: 54 Чиновници: 4 Подофицери и войници: 3335 | Коне: 526 Волове: 45 | Обикновени: 110 Товарни: 158 Специални: 3 | Пушки и карабини: 2341 Картечници: 4 |

След края на войната, на 8 ноември 1918 полкът е демобилизиран и разформирован.

## Втора световна война (1941 – 1945)
За участие във Втората световна война (1941 – 1945) полкът е формиран на 14 октомври 1940 година в Добрич, под името Четиридесет и шести пехотен добрички полк и съгласно поверително служебно писмо № 122 от 1940 година от командира на 4-а пехотна преславска дивизия. В периода (1941 – 1944) е на Прикриващия фронт и охранява югоизточната граница, като към него е формирана гвардейска рота. Взема участие и в двете фази на заключителния етап на войната в състава на 12-а пехотна дивизия. Демобилизиран е на 1 август 1945 година, а десет дни по-късно е разформирован.
От 11 август носи името Сто четиридесет и шести пехотен полк, след което през 1950 г. е преименуван на Четиридесет и пети стрелкови полк. На 15 април 1961 г. на основание мирновременен щат №В -4420 от 15 март 1961 г. 45-и отделен мотострелкови полк към 3-та армия в Сливен преминава е преименуван на Четиридесет и пети учебен мотострелкови полк към 18-а мотострелкова дивизия.  На 1 май 1963 г. на основание мирновременен щат № В-4578 УМСП преминава на нова организация, като Четиридесет и пети отделен мотострелкови батальон. Съгласно указ №759 15 април 1974 г. на полка се присвоява почетно наименование добруджански. На основание разпореждане 0059 от 1977 г. на началник ГЩ-МНО от 1 януари 1978 г. поделението приема военно-пощенски номер 36250, след което на основание заповед №0043 от 28 май 1988 г.н а Министъра на отбраната от 1 юли 1988 г. се формира Четиридесет и пети отдел за подготовка на мотострелкови резерви и съхранение на въоръжение и техника.
На основание заповед № 0096 от 19 септември 1990 г. на Министъра на народната отбрана и в изпълнение на Министерска Заповед № 0080 от 14 август 1990 г. КСВ предава в подчинение на командването на ВМФ 45-и отдел за подготовка на мотострелкови резерви и съхранение на въоръжение и техника от 5 октомври 1990 година. На основание заповед № 00133 21 август 1991 г. на министъра на отбраната на РБ и в изпълнение на МЗ № 00160 от 24 септември 1991 г. командването на ВМФ предава 45-и отдел за подготовка на мотострелкови резерви и съхранение на въоръжение и техника в подчинение на КСВ, считано от 1 октомври 1991 г., след което съсъс заповед № ОХ-00428 от 8 юни 2001 г. отдела се реорганизира в Четиридесет и пето полково резервно териториално командване, считано от 1 януари 2001 г. и на основание МЗ № ОХ-0013 от 7 март 2003 г. командването се ликвидира. Закрива се военнопощенския номер 36250, считано от 1 юни 2003 година.

## Наименования
През годините полкът носи различни имена според претърпените реорганизации:
- Четиридесет и шести пехотен полк (18 септември 1912 – 8 ноември 1918)
- Четиридесет и шести пехотен добрички полк (14 октомври 1940 – 11 август 1945)
- Сто четиридесет и шести пехотен полк (11 август 1945 – 1950)
- Четиридесет и пети стрелкови полк (1950 – 15 март 1961)
- Четиридесет и пети учебен мотострелкови полк (15 март 1961 – 1 май 1963)
- Четиридесет и пети отделен мотострелкови батальон (1 май 1963 – 1972)
- Четиридесет и пети мотострелкови полк (1972 – 15 април 1974)
- Четиридесет и пети добруджански мотострелкови полк (15 април 1974 – 1 юли 1988)
- Четиридесет и пети отдел за подготовка на мотострелкови резерви и съхранение на въоръжение и техника (1 юли 1988 – 1 януари 2001)
- Четиридесет и пето полково резервно териториално командване (1 януари 2001 – 1 юни 2003)

## Командири
Званията са към датата на заемане на длъжността.
| №  | звание       | име                | дати                                 |
| -- | ------------ | ------------------ | ------------------------------------ |
| 1. | Подполковник | Иван Цветанов      | от 18 септември 1912                 |
| 2. | Подполковник | Миньо Абаджиев     | 1915 – 1916                          |
| 3. | Подполковник | Иван Карамаждраков | Първа световна война                 |
| 4. | Полковник    | Иван Велинов       | 14 октомври 1940 – 1941              |
| 5. | Полковник    | Радой Чингаров     | 1942 – 1944?                         |
| 6. | Подполковник | Стойчо Стойчев     | 14 септември 1944 – 23 февруари 1945 |
| 7. | Полковник    | Петър Лазаров      | 23 февруари 1945 – 11 август 1945    |